# Batalla de Marignano
La batalla de Marignano se libró los días 13 y 14 de septiembre de 1515, cerca de la localidad de Melegnano, 16 km al sur de Milán, entre los ejércitos del Reino de Francia y la República de Venecia, por una parte, y los del Ducado de Milán y la Confederación Helvética, por la otra.

## Antecedentes
Francisco I de Francia decidió continuar las guerras italianas de su predecesor, Luis XII, reclamando Milán para sí por ser nieto de la duquesa de Orleáns Valentina Visconti. El ambicioso francés se deseaba expandir a expensas de los débiles estados italianos (los principales eran Milán, Venecia, Florencia, Roma y Nápoles). Con esto esperaba evitar ser cercado por sus rivales españoles y austriacos, que ya tenían fuerte influencia en la península italiana. El Papado había decidido aliarse con los suizos y aragoneses para resistir dicha expansión. La expedición de Chiasso de 1510, que nunca se realizó, la invernal de noviembre de 1511 con diez mil mercenarios, y la de mayo de 1512, con veinte mil a veinticuatro mil hombres. Clave en esta alianza fue el cardenal Schiner. Los helvéticos habían ganado una fama de invencibles gracias a su recia infantería pesada, que durante los dos siglos anteriores había derrotado a poderosos ejércitos, como los borgoñones, austriacos y franceses.
Esto motivó la formación de la Liga de Cambrai, el 5 de octubre de 1511, entre los Estados Pontificios, la República de Venecia, la Corona de Aragón y la Confederación Helvética. El 20 de diciembre se les unió el Reino de Inglaterra. El sacro emperador Maximiliano I de Habsburgo se mantuvo neutral, pero la aceptó. Francisco respondió invadiendo el ducado con treinta mil combatientes y aplastó a los españoles y pontificios en Rávena. Tras esa primera victoria, Francisco consiguió hacer la paz con el emperador Maximiliano, que exigió la devolución de cuatro mil mercenarios alemanes que servían al francés. Tras esto, el papa Julio II pidió a los suizos intervenir. Al mando de Ulrich von Hohensax, tres columnas de ocho mil helvéticos avanzaron precedidas por los enfants perdus de Ludwig von Erlach, famosos por su violencia. En junio se hicieron con Pavía. Después de eso restituyeron al duque Maximiliano Sforza en el poder, se apoderaron de los pasos alpinos para encarar la previsible venganza francesa y dejaron seis mil hombres en Milán.
El 23 de marzo de 1513, los venecianos se pasaron al bando francés: nació así la Liga de Blois, y en consecuencia el 5 de abril se formó la Santa Alianza de Mecheln, que incluía a los antiguos aliados (excepto Venecia) y al Sacro Imperio Romano Germánico. Francisco envió a Louis II de la Trémoille con veinte mil hombres y veintiséis piezas de artillería, mientras los confederados mandaron refuerzos a sus compatriotas, aunque solo los seis mil de Basilea, Friburgo, Berna y Soleura se unieron a los suyos en Novara al momento de arribar Trémoille (otros cuatro mil venían con Hohensax, pero no llegaron a tiempo). Decidieron presentar batalla y el 6 de junio se enfrentaron al enemigo. Los suizos aplastaron a sus adversarios, pero el rey francés no se dio por vencido.
El 7 de febrero de 1515 se fundó otra Liga Santa entre germanos, aragoneses, suizos y milaneses, a la que se sumaron el 17 de julio los pontificios. Mientras tanto, las fuerzas francesas empezaban a ejercer una presión insostenible sobre Milán y sus enemigos reaccionaron: los helvéticos enviaron entre doce y quince mil infantes a los que se unen mil quinientos jinetes pontificios al mando de Prospero Colonna.
El ejército francés invasor dependía principalmente de la caballería pesada de los caballeros, una reminiscencia feudal. Eran voluntarios y se agrupaban en las compagnies d'ordonnances o gendarmerie; cada uno de ellos formaba una unidad llamada lances con sus dos arqueros y variable número de auxiliares que les daban protección. Cada caballero llevaba cuatro caballos y cada arquero, dos. También había numerosos nobles menores y hombres de armas mal armados como infantería pesada, deseosos de botín. Esa hueste medieval iba acompañada de sesenta a ciento cuarenta cañones de bronce de diferente calibre (la mejor artillería de la época, aunque ralentizaba los movimientos del ejército) y algunas unidades bien entrenadas y armadas con pistolas y arcabuces. Algunas fuentes elevan la cifra a setenta y dos cañones pesados y sesenta ligeros (dos compañías de artilleros) que necesitarían treinta mil libras de pólvora, más de dos mil caballos y trescientos carros y mil operadores. Las unidades se basaban en las mesnadas de los condes y duques (otra herencia feudal). Su superior poder de fuego fue decisivo en su victoriosa campaña. Francisco iba acompañado de su guardia de doscientos escoceses o Cent gentilshommes, que habían abandonado sus antiguos arcos por armas de fuego. La caballería ligera y la infantería provenía principalmente de las levas.
El ejército de Francisco avanzó sin problemas con ayuda del duque Renato de Saboya y el 31 de agosto cruzó el río Tesino. El monarca francés intentó ganarse a los locales manteniendo una estricta disciplina entre sus hombres para impedir abusos contra los campesinos. En una ocasión, persiguiendo a un grupo de desertores, cayó de su caballo y uno de los fugitivos se detuvo, lo ayudó a volver a montar y después siguió huyendo. El rey quiso recompensar el noble gesto, pero jamás encontró al hombre y sus compañeros. Pronto el monarca amenazó con sus movimientos las rutas que unían Milán con los pasos alpinos, lo que impediría a los suizos retirarse a sus hogares. Esto llevó a los helvéticos a negociar en Gallarate. También mantuvieron contactos con Bartolomeo d'Alviano, comandante de los venecianos, que estaba en Lodi.

## Batalla

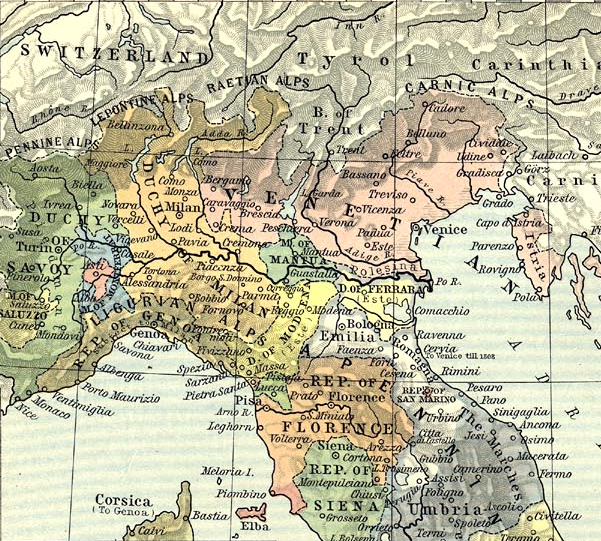
Mapa del norte italiano en 1494.

Los franceses rápidamente empiezan a rodear la ciudad, mientras buscan pactar con los suizos. El 9 de septiembre el rey Francisco y los capitanes de tres cantones firman la paz, y 10 000 a 12 000 suizos vuelven a sus hogares a cambio de oro. También se comprometió a asistirlos con caballería y artillería en caso de guerra. Los helvéticos aceptaban la anexión francesa de todo el ducado excepto Bellinzona. Así, muchos suizos se marchaban felices de poder disfrutar los frutos de sus victorias de 1512 y 1513 sin luchar. La habilidad diplomática francesa da sus frutos, los suizos demuestran tanta desunión como los milaneses. Los cantones de Berna, Friburgo y Soleura acordaban la paz, pero como cada unidad se mandaba sola, sus hermanos centrales y orientales prefirieron quedarse. Eso equivalía a 20 000 enemigos en el ducado, incluyendo el joven Ulrico Zuinglio, los que deciden salir de la Porta Romana de la ciudad y marchar a entablar batalla. Aparentemente la decisión fue tomada después que su líder, el cardenal Mateo Schinner de Sion, y los jinetes pontificios tuvieran una escaramuza a las afueras de Milán con exploradores franceses. Entre tanto, dos ejércitos (venecianos y españoles) de 12 000 hombres cada uno se enfrentan alrededor de Lodi.
El 10 de septiembre Francisco marcha a Melegnano mientras envía al marqués Louis d'Ars hacia Pavía. Los franceses establecieron su campamento a 5 kilómetros al norte de la ciudad, en la villa de San Juliano. Al oeste estaba el camino de Milán a Lodi y al este el río Lambro, el terreno era pantanoso y se había reforzado con zanjas. La vanguardia era la más cercana a Milán, estaba defendida por una zanja apoyada por la artillería y una línea de tiradores flanqueados por 10 000 infantes franceses armados con alabardas, picas y arcabuces. En segunda línea había 10 000 lansquenetes y 950 hombres de armas. El centro o batalla lo formaban 9000 lansquenetes y los caballeros franceses bajo el mando personal de su monarca (apoyados por hombres en armas, lanceros a caballo y ballesteros). Entre las tropas francesas había 6000 infantes gascones y vascos. Finalmente, un pequeño cuerpo de caballería a las órdenes de Carlos IV de Alençon estaba 3 kilómetros al sur como retaguardia. Seis mil de los lansquenetes eran mercenarios alemanes de la Banda Negra, rivales profesionales de los suizos, dirigidos por el duque Carlos de Egmond.

### Primer día

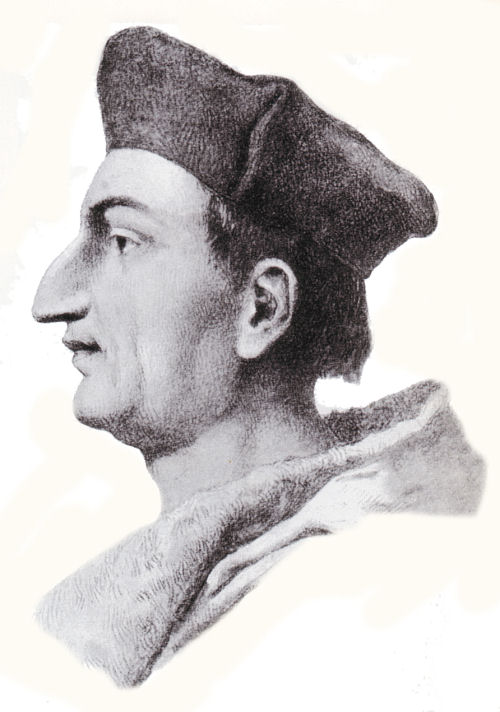
Grabado del cardenal Schinner, por Albert Anker, basado en grabado más antiguo de la época.

El 13 de septiembre, el cardenal Mateo Schinner con un ejército suizo llegó al campamento francés en Marignano. Eran 12 000 nombres armados con picas, 2000 con arcabuces, 2000 con mandobles (zweihander schlachtswert), y 800 a 1000 con alabardas. Su caballería la formaban apenas 200 a 700 jinetes pontificios y 8 cañones de bronce, aunque otras fuentes hablan solo de 9 a 10 culebrinas. La mayoría de sus hombres usaban ropa andrajosa y tenían pocas armaduras y protecciones. Ambos ejércitos usaban cruces blancas como distintivos, la única diferencia era una marca blanca que llevaban los suizos en sus escudos. Otro rasgo llamativo, común en las batallas del Renacimiento, era que las huestes iban al combate tocando música religiosa.
La vanguardia de los franceses formaron 9000 lansquenetes en el centro de su línea, y detrás 10 000 franceses, algunos armados con ballestas (un arma que estaba siendo desplazada por los arcabuces). Los suizos formaron tres escuadrones o Haufen, cada uno de 6000 a 8000 hombres, probablemente 7000, con los piqueros al frente y alabarderos y ballesteros en retaguardia, trotando al unísono contra la posición enemiga. Eran las 16:00 horas aproximadamente. La caballería francesa fue dispersada sin luchar ante el avance veloz de las picas. Tanto la caballería pesada como ligera no tenían posibilidades de éxito frente a los piqueros suizos, sólo podían prevalecer si se coordinaban con la infantería. Impulsados por el momentum y su número, los veteranos suizos avanzaron con cadencia hasta tropezar con los fosos, lo que les hizo romper su línea. Lograron sobrepasar el obstáculo y reorganizarse, pero disminuyeron su velocidad y con ello su efectividad ofensiva. Chocaron con los alemanes, que se mantuvieron firmes, dándose un feroz combate con pistolas, espadas, lanzas, hachas y ballestas que dejó muchos muertos en ambos bandos.
Para entonces, la caballería pesada francesa se había reorganizado y cargó contra los flancos suizos, primero dispararon sus pistolas en una formación de caracole (carga en caracol) y después atacaron con sus lanzas con ayuda del fuego continuo los ballesteros, absolutamente letales a tan poca distancia. La artillería francesa estaba principalmente en la línea de los lansquenetes y no podía moverse, disparaba contra los suizos, intentando hacer huecos en sus líneas, pero dañando a sus propios hombres. La mayoría de los infantes franceses se habían dispersado, dejando solos a los artilleros. La línea de guascones y lansquenetes alemanes al servicio de Francia pudo colapsar. Sólo la llegada de la noche les salvo. Los hombres, agrupados en pequeños grupos en torno a sus comandantes, se retiraron dejando en el campo a mutilados cadáveres y gimientes moribundos, tanto seres humanos como caballos. Muchos de los heridos habían sido aplastados durante el combate. El rey decidió reorganizar sus fuerzas esa noche, uniendo los restos de su vanguardia al cuerpo principal para formar una sola línea.

### Segundo día

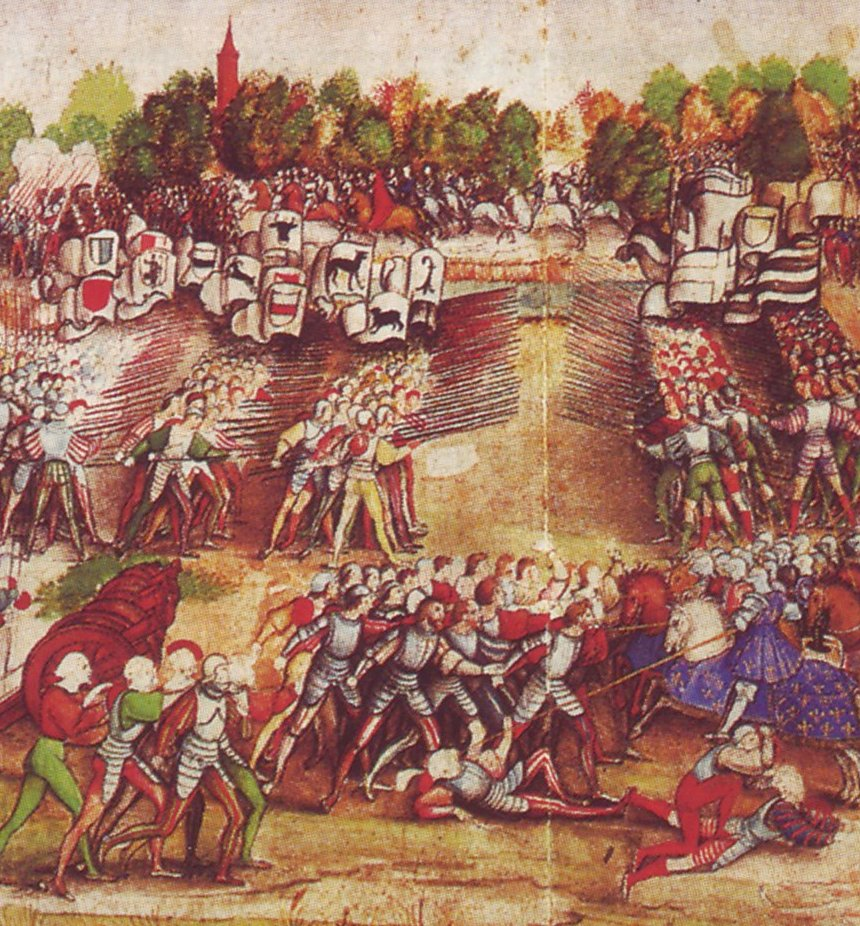
Miniatura del Maestro de la Ratière, hacia 1515, Museo Condé, Chantilly.

Durante la penumbra, los franceses cavaron fosos y fortalecieron sus defensas a pesar de las escaramuzas. Hubo una fuerte preocupación por los flancos para evitar ser envueltos. Al amanecer del 14 de septiembre, entre las 04:00 y 05:00 horas, el cardenal Schinner hizo caso omiso a las cartas del virrey de Nápoles, Bernardo de Villamarín, que le dijo que esperada su pronta llegada. La infantería de ambos bandos estaba agotada y diezmada, pero de todas maneras formaron para la batalla. Los suizos tocaron su Harsthöner, «gran cuerno de guerra», y cargaron. El fuego de arcabuces y cañones al mando de Gian Giacomo Trivulzio crearon huecos en las líneas suizas, que contaban con muy pocos arcabuces como para hacer daño. A pesar de esto, con las picas abajo los suizos lograron hacer retroceder el ala izquierda francesa. En la derecha, Borbón lograba rechazarlos y en el centro los lansquenetes empezaban a retroceder. A las 08:00 la izquierda francesa estaba hundiéndose pero estallaron gritos de «¡San Marco, San Marco!» anunciando la llegada de refuerzos. Bartolomeo d'Alviano arrivaba con 10 000 jinetes pesados y veteranos del ejército veneciano. A las 11:00 los franco-venecianos contraatacaban y rompían la línea suiza. Cuatrocientos soldados del cantón de Zúrich se sacrificaron protegiendo la retaguardia del grueso del ejército en su retirada. Tras esto los suizos abandonan Milán en desorden.
Por el tamaño de los ejércitos, Marignano fue una batalla gigantesca, decisiva y excepcional, ya que la mayoría de los combates entre los estados italianos no involucraban más de mil o dos mil efectivos.

## Consecuencias
Muchos hombres morirían en los días siguientes por sus heridas y otros quedarían mutilados, sin piernas o brazos. Tras la batalla, los únicos suizos que quedaron en Milán eran una guardia en el castillo de Porta Giovia. El duque se entrevistó con el rey francés en Pavía el 8 de octubre y aceptó renunciar a sus derechos. Militarmente, fue un enfrentamiento entre lansquenetes y suizos equivalentes en número, prevaleciendo los primeros gracias a la artillería francesa. Los suizos firmaron la paz con los franceses en Ginebra el 6 de noviembre de 1516 con la oposición de los cantones favorables a los Habsburgo, renegociaron y la Paz Perpetua de Friburgo se sellaría el 29 de noviembre, la cual se renovó y modificó con los años.
Gracias a esto, los helvéticos proveyeron a los franceses de mercenarios durante décadas: 20 000 sirvieron con Odet de Cominges en Lombardía en 1521, 15 000 lucharon en Bicoca en 1522, 10 000 en la campaña de Cominges contra Nápoles en 1528, 18 000 en la invasión de Artois de 1536, 6000 en la primera campaña de Piamonte de 1537, 8000 en la segunda de 1542 y 5000 en la tercera de 1543 y 10 000 en Cerisoles en 1544.
El 3 de diciembre de 1516 se firmaba la paz en Bruselas, donde Francisco también se anexaba la Lombardía. Esa Navidad Francisco entraba en Milán y el 8 de enero siguiente presidió el Senado local, donde liberó a los rehenes, retornó las propiedades y permitió a los exiliados volver a sus hogares, mostrándose clemente con los agradecidos ciudadanos milaneses. Tras esto volvió a Francia y dejaba a Borbón a cargo del ducado.
Aunque los suizos siguieron destacando como mercenarios, jamás participaron nuevamente como Estado en una guerra internacional de gran escala. La victoria francesa motivaría una serie de reformas en sus enemigos, especialmente los españoles, que crearían sus famosos Tercios.